# Ataenius synnotensis
Ataenius synnotensis är en skalbaggsart som beskrevs av Zdzisława Stebnicka och Henry Fuller Howden 1997. Ataenius synnotensis ingår i släktet Ataenius och familjen Aphodiidae. Inga underarter finns listade.